# Grã-Bretanha nos Jogos Paralímpicos de Verão de 2008
Grã-Bretanha participou dos Jogos Paralímpicos de Verão de 2008, que foram realizados na cidade de Pequim, na China, entre os dias 6 e 17 de setembro de 2008. A delegação britânica conquista 102 medalhas (42 ouros, 29 pratas, 31 bronzes).[carece de fontes?]